# Capítulos e versículos da Bíblia
Capítulos e versículos da Bíblia são subdivisões dos livros bíblicos. A Bíblia contêm 24 livros para os judeus, 66 para os protestantes, 73 para os católicos, e 78 para a maioria dos ortodoxos. Estes livros variam em tamanho, podendo ter de uma única página até dezenas, mas todos, até os mais curtos, são divididos em capítulos com cerca de uma página ou duas de extensão. Cada capítulo está dividido em versículos, ou trechos de algumas linhas ou frases curtas. Pasuk (pesukim no plural), é o termo hebraico para versículo.
A divisão judaica do texto hebraico difere sutilmente, em vários pontos, daquela usada pelos cristãos tanto para capítulos quanto para versículos, por exemplo, 1 Crônicas 5:27-41 das bíblias em hebraico é numerado como 1 Crônicas 6:1-15 nas traduções cristãs. Há também pequenas variações entre as versões católicas e as protestantes. Nos dias atuais a Bíblia está disponível em várias plataformas modernas como por exemplo em sites, smartphones e tablets.